# Maria Natalia Londa
Maria Natalia Londa (* 29. Oktober 1990 in Denpasar) ist eine indonesische Leichtathletin, die im Weit- und Dreisprung an den Start geht. In beiden Disziplinen ist sie momentan Inhaberin des Landesrekords und 2014 siegte sie im Weitsprung bei den Asienspielen. Zudem siegte sie bisher sechs Mal bei den Südostasienspielen, womit sie zu den erfolgreichsten indonesischen Leichtathletinnen zählt.

## Sportliche Laufbahn
Erste Erfahrungen bei internationalen Wettbewerben sammelte Maria Natalia Londa bei den Weltmeisterschaften 2007 in Osaka, bei denen sie mit 12,94 m in der Dreisprungqualifikation ausschied. Ende Oktober belegte sie bei den Hallenasienspielen in Macau mit 12,81 m den vierten Platz. Im Jahr darauf gewann sie mit 13,24 m die Silbermedaille bei den Juniorenasienmeisterschaften in Jakarta. 2009 gewann sie bei den Südostasienspielen in Vientiane jeweils die Bronzemedaille im Weit- und Dreisprung. Hierbei sprang sie im Weitsprung auf 6,23 m hinter der Philippinerin Marestella Torres und Thitima Muangjan aus Thailand und im Dreisprung meisterte sie 13,31 m und musste sich dabei den Thailänderinnen Muangjan und Sirada Seechaichana geschlagen geben. Bei den Hallenasienspielen in Hanoi wurde sie im Dreisprung mit 13,04 m Achte sowie im Weitsprung mit 5,88 m Neunte. Zwei Jahre später gewann sie bei den Südostasienspielen in Palembang mit neuem Landesrekord von 13,73 m die Silbermedaille im Dreisprung hinter der Vietnamesin Trần Huệ Hoa und auch im Weitsprung musste sie sich mit neuem Landesrekord von 6,47 m nur der Philippinerin Torres geschlagen geben.
2013 nahm Londa an der Sommer-Universiade in Kasan teil und wurde dort mit 6,19 m im Weitsprungfinale Neunte. Anschließend siegte sie bei den Südostasienspielen in Naypyidaw mit 6,39 m im Weitsprung sowie mit neuem Spiele- und Landesrekord von 14,17 m auch im Dreisprung. 2014 erfolgte die Teilnahme an den Hallenasienmeisterschaften im chinesischen Hangzhou, bei denen sie mit 6,18 m auf Rang vier kam. Bei den Asienspielen im Oktober in Incheon siegte sie mit 6,55 m vor der Vietnamesin Bùi Thị Thu Thảo im Weitsprung und belegte im Dreisprung mit 13,39 m Platz zehn. 2015 gewann sie bei den Südostasienspielen in Singapur in beiden Disziplinen mit 6,70 m und 13,75 m jeweils die Goldmedaille. 2016 qualifizierte sie sich für eine Teilnahme an den Olympischen Spielen in Rio de Janeiro, bei denen sie mit 6,29 m bereits in der ersten Runde ausschied. 2017 gewann sie bei den Islamic Solidarity Games in Baku mit 6,30 m die Silbermedaille hinter Tahani Romaissa Belabiod aus Algerien. Anschließend gewann sie auch bei den Südostasienspielen in Kuala Lumpur mit 6,47 m die Silbermedaille im Weitsprung hinter der Vietnamesin Bùi Thị Thu Thảo und auch im Dreisprung musste sie sich mit 13,52 m Vũ Thị Mến aus Vietnam geschlagen geben.
2018 nahm sie erneut an den Asienspielen in Jakarta teil und belegte dort mit 6,45 m Platz fünf im Weitsprung. Im Jahr darauf nahm sie an den Weltmeisterschaften in Doha teil und schied dort mit 6,36 m in der Qualifikation aus. Im Dezember siegte sie bei den Südostasienspielen in Capas mit 6,47 m ein weiteres Mal im Weitsprung und gewann im Dreisprung mit 13,60 m die Silbermedaille hinter der Thailänderin Parinya Chuaimaroeng. 2022 gewann sie bei den Südostasienspielen in Hanoi mit 6,18 m die Bronzemedaille hinter den Vietnamesinnen Vũ Thị Ngọc Hà und Bùi Thị Thu Thảo und im Dreisprung gewann sie mit 13,45 m ebenfalls die Bronzemedaille, hinter Parinya Chuaimaroeng und Vũ Thị Ngọc Hà. Die Vietnamesin wurde nachträglich wegen eines Dopingverstoßes disqualifiziert und Londa rückte in beiden Disziplinen auf den Silberrang vor. Im August wurde sie bei den Islamic Solidarity Games in Konya mit 6,18 m Siebte im Weitsprung. Im Jahr darauf siegte sie mit 6,28 m bei den Südostasienspielen in Phnom Penh und sicherte sich im Dreisprung mit 13,50 m die Silbermedaille hinter Parinya Chuaimaroeng. Im Juli gelangte sie bei den Asienmeisterschaften in Bangkok mit 5,97 m auf den neunten Platz im Weitsprung und im Oktober wurde sie bei den Asienspielen in Hangzhou mit 5,98 m Zehnte.
In den Jahren 2009 und 2010 sowie 2013 und 2019 wurde Londa jeweils indonesische Meisterin im Weit- und Dreisprung. Sie absolvierte ein Lehramtsstudium am Institute of Teacher Training and Education PGRI Bali.

## Persönliche Bestleistungen
- Weitsprung: 6,70 m (0,0 m/s), 10. Juni 2015 in Singapur (indonesischer Rekord)
  - Weitsprung (Halle): 6,18 m, 15. Februar 2014 in Hangzhou (indonesischer Rekord)
- Dreisprung: 14,17 m (−0,7 m/s), 17. Dezember 2013 in Naypyidaw (indonesischer Rekord)
  - Dreisprung (Halle): 13,04 m, 31. Oktober 2009 in Hanoi